# Фонтан невинних
Фонтан невинних (фр. Fontaine des Innocents) — стародавній паризький фонтан, шедевр французького Ренесансу. Фонтан має форму аркового павільйону квадратної форми. Кожна його сторона відкривається класичною аркою з різноманіттям барельєфів, на яких зображені німфи, морські боги, тритони, алегорії Перемоги.

## Історія
Назву свою він отримав від ділянки кладовища, на якому його було зведено. Фонтан Невинних спроектував видатний французький діяч епохи Відродження П'єр Леско і втілив у камені Жан Гужон. Фонтан знаходився на Цвинтарі Невинних до 1788 року, коли його вирішили перемістити.
Спочатку фонтан примикав до стіни огородженої площі, на якій з пізнього Середньовіччя знаходилося кладовище Невинних. Коли кладовище закрили, фонтан перенесли на сучасне місце, додавши до нього четверту сторону з двома фігурами німф.

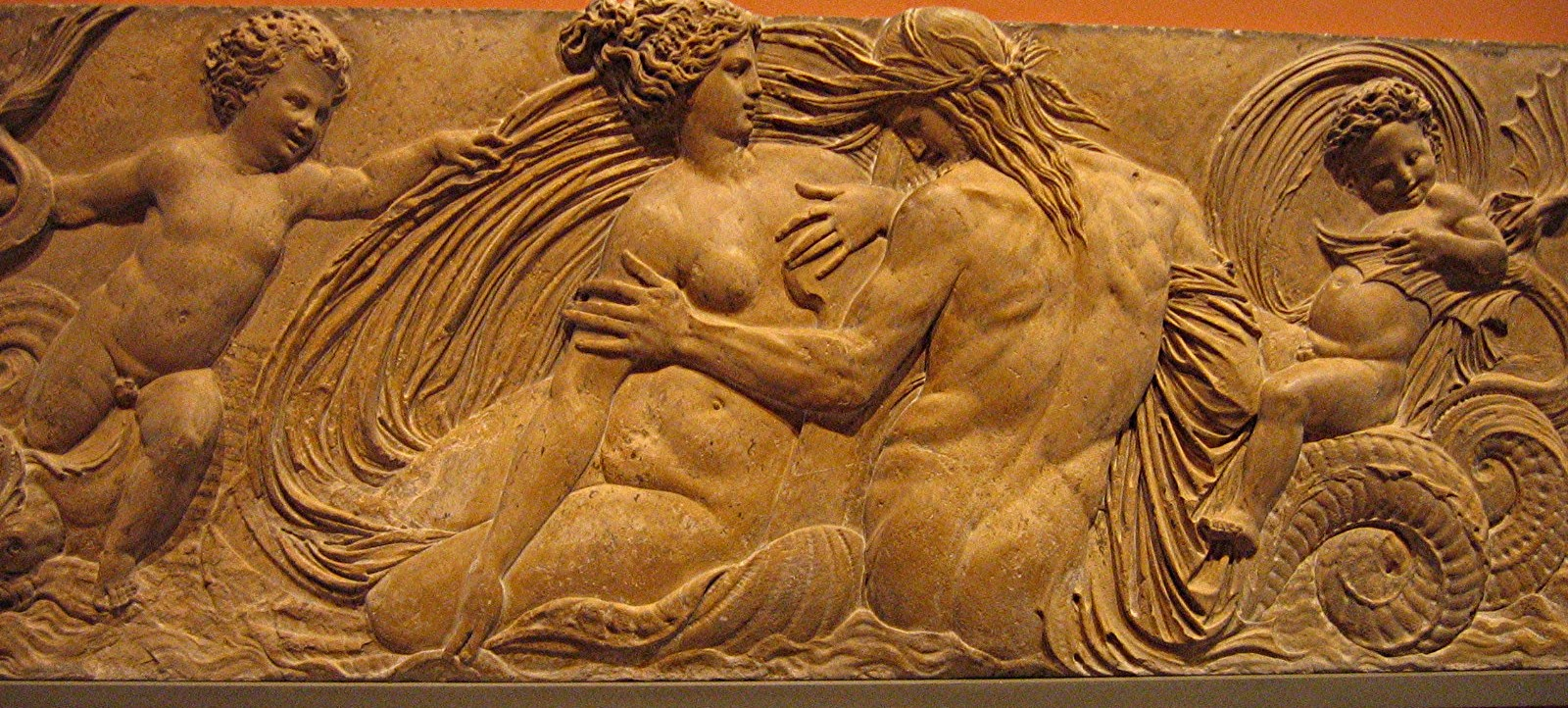
Барельєф Німфи і Тритона (зараз у Луврі)

Нинішнє місцезнаходження він зайняв лише у 1858 році.

## Характеристика
Фонтан Невинних є чудовим прикладом стилю маньєризму, поширеного в західноєвропейському мистецтві XVI століття, прихильники якого прагнули до того, щоб їх твори були високими і тонкими. Фонтан декоровано маленькими хлопчиками з крилами, звичайною прикрасою того часу.